# 簡化曲棍球

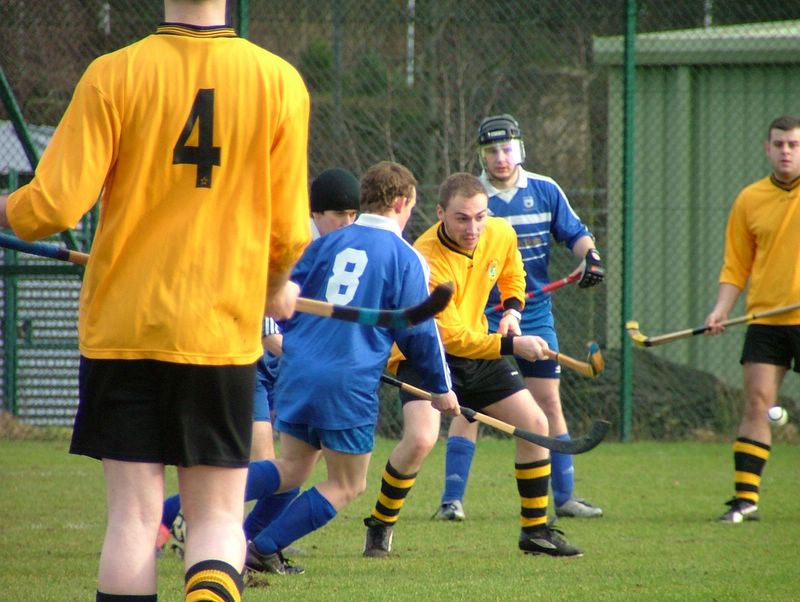
簡化曲棍球

簡化曲棍球是一项團隊運動，大家在玩簡化曲棍球的時候要用球棍擊打球。蘇格蘭高地、苏格兰大城市以及蘇格蘭移民聚居區內的一些人喜歡玩簡化曲棍球 18世纪下半叶，北英格蘭也有人喜歡玩簡化曲棍球。